# Mocanás
Os mocarás são um povo indígena que habita nos municípios de Tubará, Galapa, Usiacurí, Baranoa, Malambo, Puerto Colombia e Piojó, no departamento do Atlántico, na Colômbia. Sua língua originaria era uma das línguas malibu.
Antes da colonização espanhola, povoavam as terras férteis até o rio Magdalena. A Coroa demarcou "resguardos" para concentrá-los no território que ocupam hoje. Depois de encerrar a guerra civil de 1885, seu título da terra do rsguardo foi declarado vago em uma operação de grilarem. Reorganizaram seus Cabildos em 1905 e os mantiveram até que a violência os impediu de 1948. Graças à Constituição de 1991, encontraram condições para se reorganizar e agora os Cabildos indígenas Mokaná funcionam nos referidos municípios.
Estão em processo de resgate de suas tradições e anualmente celebram o Principado Mokaná, festas onde apresentam lendas e mitos da etnia.